# Guvernoratul Balqa
Balqa (arabă:محافظة البلقاء) este unul dintre guvernoratele Iordaniei și se află la nord-vest de capitala statului, Amman. Guvernoratul are a patra cea mai mare populație din cele 12 guvernorate ale Iordaniei și se află pe locul 10 după suprafață. Are a treia cea mai mare densitate a populației din regat, după Guvernoratul Irbid și Guvernoratul Jerash.
Capitala acestui guvernorat este orașul Al Salt.

## Istorie

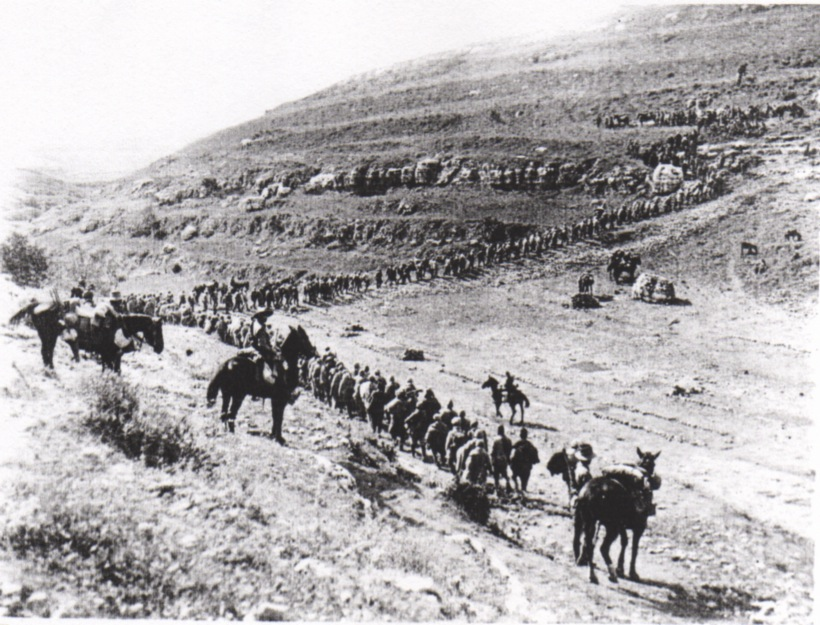
Prizonieri otomani lângă Salt în timpul Primului Război Mondial - Bătălii pentru Amman

Istoric „Balqa” s-a referit la întreaga zonă a platoului estic al văii Iordanului încă din secolul al VII-lea cu privire la apropierea de sudul Siriei, când fratele lui Heraclius I, Theodore⁠(<span title="Teodor (fratele lui Heraclius I)|Theodore la Wikidata">d) a dus la cucerirea musulmană a Levantului⁠(<span title="cucerirea musulmană a Siriei|cucerirea musulmană a Levantului la Wikidata">d).
În timpul Primului Război Mondial, armata britanică condusă de generalul Edmund Allenby a intrat în Salt la 24 martie 1918, în primul atac al Transiordaniei asupra Ammanului⁠(d), campanie marcând sfârșitul unei dominații otomane de 500 de ani.
La 21 martie 1968, orașul Karameh de lângă Shouna al-Janubiyya a fost locul Bătăliei de la Karame⁠(<span title="Bătălia de la Karameh|Bătăliei de la Karame la Wikidata">d), între Israel pe de o parte, și Iordania și Forțele palestiniene (Fatah, OEP) de cealaltă parte. A fost una dintre cele mai mari confruntări militare ale Războiului de Uzură, în perioada dintre Războiul de Șase Zile din 1967 și Războiul de Yom Kippur din 1973.

## Diviziuni administrative
Capitala guvernoratului Balqa este Al-Salt. Alte orașe din guvernorat sunt Mahis, Fuhais și Ain Al-Basha.
|   | Department                           | Nume arab            | populație (2004) | Centrul administrativ |
| - | ------------------------------------ | -------------------- | ---------------- | --------------------- |
| 1 | Capitala departamentului (Al-Qasaba) | لواء قصبة اﻟﺴﻠﻂ      | 109.877          | Salt                  |
| 2 | Departmentul Shuna al-Janubiyya      | ﻟﻮاء اﻟﺸﻮﻧﺔ اﻟﺠﻨﻮﺑﻴﺔ | 38.757           | Shuna al-Janubiyya    |
| 3 | Departmentul Deir Alla               | ﻟﻮاء دﻳﺮ ﻋﻼ          | 46.481           | Deir Alla             |
| 4 | Departmentul Ain Al Basha            | ﻟﻮاء ﻋﻴﻦ اﻟﺒﺎﺷﺎ      | 128.949          | Ain Al-Basha          |
| 5 | Departmentul Mahis și Fuheis         | ﻟﻮاء ﻣﺎﺣﺺ واﻟﻔﺤﻴﺺ    | 22.290           | Mahis                 |

## Demografie
Populația districtelor în conformitate cu rezultatele recensământului:
| District                | Populație (Recensământul din 1994) | Populație (Recensământul din 2004) | Populație (Recensământul din 2015) |
| Guvernoratul Balqa      | 276,082                            | 346.354                            | 491.709                            |
| ----------------------- | ---------------------------------- | ---------------------------------- | ---------------------------------- |
| 'Aīn al-Bāshā           | ...                                | 128.949                            | 176.726                            |
| Ash-Shūnah al-Janūbīyah | 33.598                             | 38.757                             | 52.714                             |
| Dīr 'Allā               | 39,538                             | 46.481                             | 73.477                             |
| Māḥeṣ & al-Fuḥaīṣ       | ...                                | 22.290                             | 36.670                             |
| Qaṣabah as-Salṭ         | ...                                | 109.877                            | 152.122                            |

## Economie
Datorită munților săi fertili, economia guvernoratului se bazează pe agricultură și pe o industrie ușoară, în principal fabrica de ciment din Fuheis deținută de către Jordan Cement Factories Ltd- Lafarge. Unele industrii farmaceutice au sediul în Salt, cum ar fi compania Arab Pharmaceutical Manufacturing.
Există 2 universități în guvernoratul Balqa: Balqa Applied University (BAU) situată în apropiere de Salt Ringroad și Al-Ahliyya Amman University (AAU) situată pe autostrada principală dintre Amman și Salt. Este, de asemenea, găzduită, la Facultatea SESAME, prima facilitate de cercetare de acest tip din Orientul Mijlociu.

## Galerie

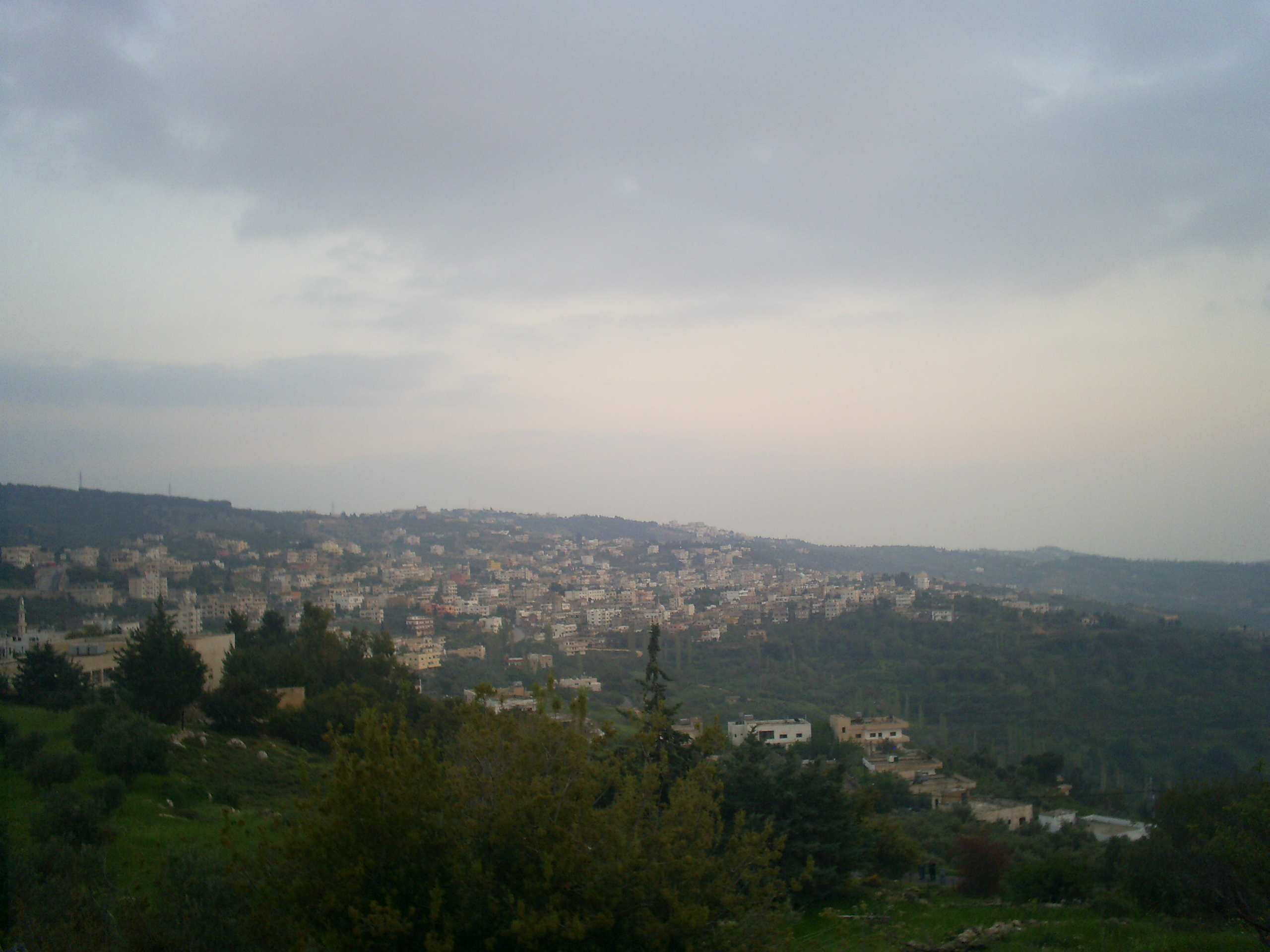
Orașul Mahis
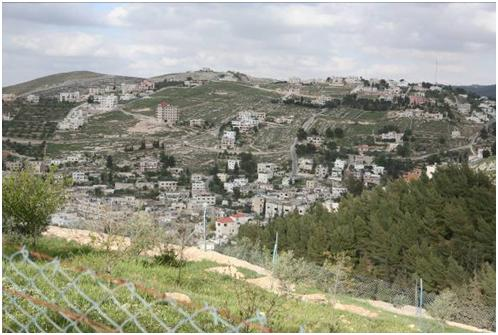
Fuheis, una dintre municipalitățile guvernoratului Balqa